# نجیب بقیله
نجیب بُقیله یا نایب بوکله (اسپانیایی: Nayib Bukele‎؛ زاده ۲۴ ژوئیه ۱۹۸۱) سیاستمدار فلسطینی‌تبار اهل السالوادور است. او شهردار پیشین سان سالوادور بود و پس از پیروزی در انتخابات ریاست‌جمهوری ۲۰۱۹ السالوادور در ۱ ژوئن آن سال، به کاخ ریاست‌جمهوری راه یافت.
نجیب بقیله با شعار مبارزه با فساد وارد عرصه رقابت در انتخابات ریاست‌جمهوری ۲۰۱۹ السالوادور شد. بقیله برخلاف دیگر رقبای این انتخابات نامزد حزب راست‌گرای GANA بود و در چارچوب دو حزب چپگرا و محافظه‌کار این کشور که به‌طور معمول حکومت را در درست داشتند به ریاست‌جمهوری رسید. بدین ترتیب او نخستین رئیس‌جمهور این کشور از زمان خوزه ناپولیون دوارته (۱۹۸۴–۱۹۸۹) بود که به نظام دوحزبی که سه دهه بر السالوادور حاکم بود پایان داد. او پیشتر در ۱۱ مارس ۲۰۱۲ به عنوان شهردار نوویو و کاسکاتلان انتخاب شده‌بود. او همچنین در ۱ مارس ۲۰۱۵ به عنوان شهردار سالوادور انتخاب شد و در ۱ مه ۲۰۱۹ به کاخ ریاست‌جمهوری راه یافت.

## زندگی
بقیله در ۲۴ ژوئیهٔ ۱۹۸۱ در سان سالوادور به زاده شد. نام کامل وی، نجیب آرماندو بقیله اورتِس می‌باشد. او فرزند اولگا بقیله دی اورتس و آرماندو بقیله قطان، بازرگان فلسطینی از اهالی شهر بیت‌لحم است.
در سنین بسیار جوانی، نجیب به خاطر مهارت و روحیه کارآفرینی خود شناخته می‌شد. او در سن ۱۸ سالگی، یک شرکت را اداره می‌کرد. براساس مقاله‌ای که در یک روزنامه دیجیتال به نام الفارو درج شده بقیله صاحب شرکت یاماها موتورز السالوادور است که محصولات یاماها موتورز را در این کشور توزیع می‌کند. او همچنین مدیریت مؤسسه Obermet, S.A. de C.V. را برعهده دارد.

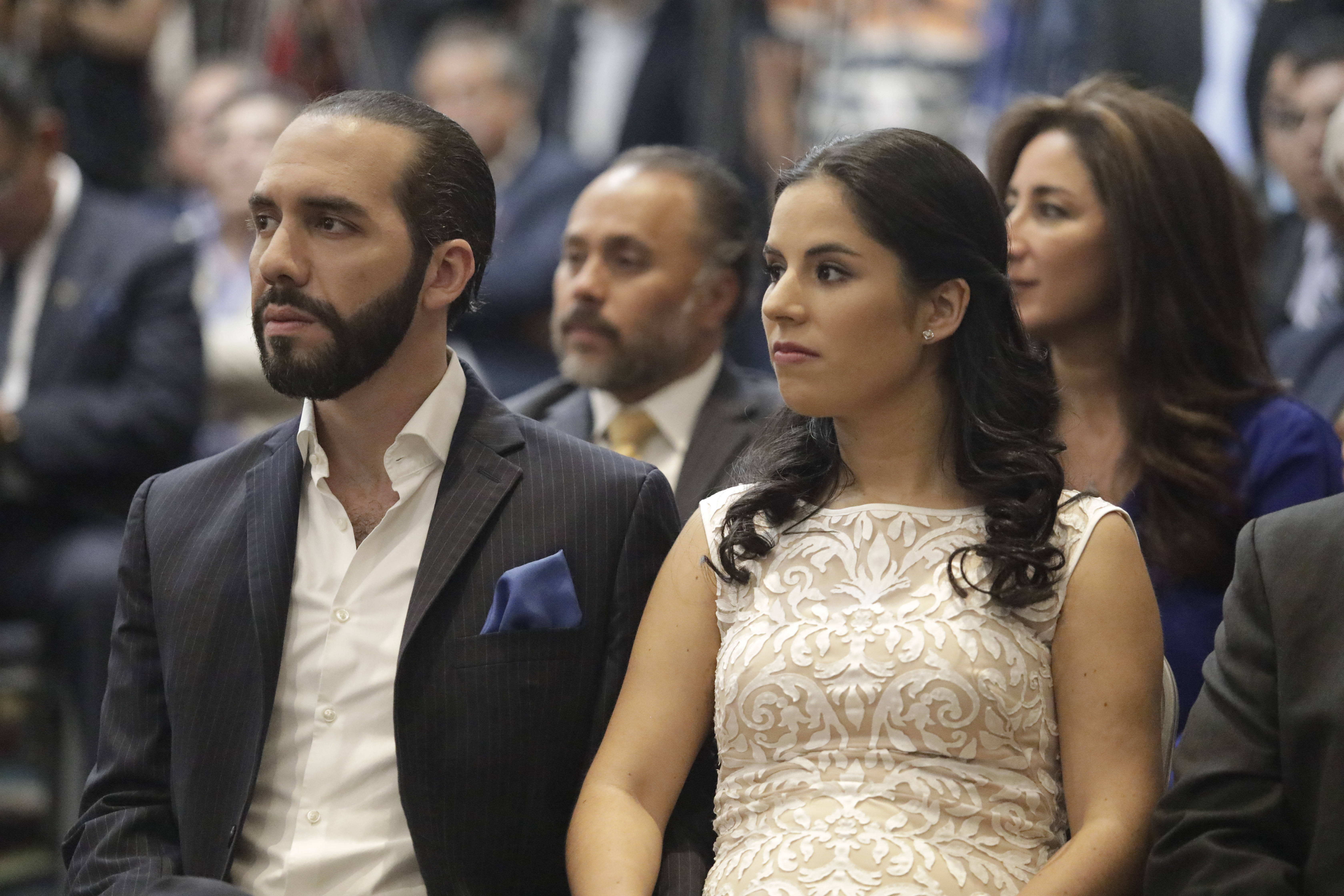
نجیب بقیله با همسرش گابریلا

به گزارش تایمز اسرائیل، پدربزرگ و مادربزرگ پدری بقیله از مسیحیان فلسطینی اهل اورشلیم و بیت‌لحم بودند. در حالی که مادربزرگ مادری او کاتولیک و پدربزرگ مادری او مسیحی ارتدکس بودند. او با گابریلا رودریگز، روان‌پزشک و مربی با ریشه یهودی سفاردی ازدواج کرده است.
پدر نجیب مسیحی بود. اما در السالوادور مسلمان شد و تا حد امام جماعت مساجد پیش رفت. باورهای مذهبی بقیله در انتخابات ۲۰۱۹ موضوع بحث بود. بقیله به‌طور عام می‌گوید که خود و خانواده‌اش کاتولیک رومی هستند. در حالی که چند تن از اعضای خانواده‌اش اصالتاً مسلمان هستنند او مدعی است فارغ از نوع مذهب، خدا را می‌پرستد. تصویری از بقیله در حال دعا در مسجدی در مکزیکوسیتی هست که اعتقاد او به اسلام را نشان می‌دهد درحالی‌که او خود را فردی لائیک و نه مذهبی می‌داند.

## شهرداری کاسکات‌لان
نجیب بقیله در ۱۱ مارس ۲۰۱۲ به عنوان شهردار نوویو و کاسکاتلان در بخش لا لیبرتاد انتخاب شد. او در تاریخ ۱ مه ۲۰۱۲ به شهرداری راه یافت.

## شهرداری سن سالوادور
نجیب بقیله در انتخابات شهرداری ۲۰۱۵ شهرداری سن سالوادور، پایتخت السالوادور را به عنوان نماینده ائتلاف اف‌ام‌ال‌ان با پی‌اس‌پی با ۸۹٫۱۶۴ رای (۵۰٫۳۷٪ از کل) آرا را به دست آورد. رقیب اصلی او، ادوین زامورا بازرگان و معاون پیشین آرنا بود که ۸۲٬۲۸۸رای و (۴۶٫۴۹٪) را به‌دست‌آورد. حزب دوم در شش سال پیش از آن، شهر را در کنترل داشت. بقیله در ۱ مه ۲۰۱۵ در جایگاه شهردار سن سالوادور قرار گرفت. در فوریه ۲۰۱۷ بقیله از شهر تایپه پایتخت تایوان بازدید کرد و با تسای اینگ-ون، رئیس‌جمهور تایوان دیدار کرد.
در فوریه ۲۰۱۸ بقیله در ۳۲مین کنفرانس بین‌المللی شهرداری‌ها در اورشلیم شرکت کرد. او در دیوار ندبه دعا کرد زیرا پدربزرگ و مادربزرگ همسرش یهودی بودند.

## اخراج از اف‌ام‌ال‌ان
در ۱۰ اکتبر ۲۰۱۷ نجیب بقیله از اف‌ام‌ال‌ان اخراج شد. وی از سوی دادگاه اخلاقی اف‌ام‌ال‌ان به ترویج قسمت‌گرایی و اقدام علیه احزاب سیاسی متهم شد. بقیله در اعتراض علیه شاکیان در جلسه دادگاه اخلاقی اف‌ام‌ال‌ان که در ۷ اکتبر ۲۰۱۷ برگزار شد در دادگاه حضور نیافت؛ که به نفع شاکیان تمام شد.

## انتخابات ریاست‌جمهوری

### ۲۰۱۹
پس از اخراج بقیله از اف‌ام‌ال‌ان او تصمیم گرفت در انتخابات ریاست‌جمهوری ۲۰۱۹ به عنوان سیاستمدار مستقل و مخالف سیستم حکومتی وارد عرصه رقابت‌ها شود. بقیله جنبش «ایده‌های نو» را با هدف اعلام یک حزب سیاسی ایجاد کرد که بتواند به عنوان نامزد ریاست جمهوری السالوادور در آن شرکت کند.
پس از اعلام برگزاری انتخابات ریاست جمهوری او مقابل حزب حاکم چپگرای اف‌ام‌ال‌ان و حزب راستگرای آرنا به مبارزه انتخاباتی پرداخت. این درحالی بود که آنها هر گونه تلاش او برای ایجاد یک حزب سیاسی مستقل را متوقف کردند و مانع از آن شدند تا بتواند حزب خود را در انتخابات ریاست جمهوری به ثبت برساند. بقیله در نهایت با حزب ائتلاف بزرگ وحدت ملی (GANA) متحد شد تا بتواند خود را نامزد ریاست جمهوری کند.
در ۳ فوریه ۲۰۱۹ بقیله خود را پیروز انتخابات ریاست جمهوری اعلام کرد. رقیب او هوگو مارتینز از اف‌ام‌ال‌ان شکست خورد. نجیب بقیله ۵۳ درصد آرا را به دست آورد. او نخستین نامزد انتخابات ریاست جمهوری است که به سه دهه حاکمیت یک نظام دوحزبی که از پایان جنگ داخلی السالوادور قدرت را در دست داشتند پایان داد. بقیله در سخنرانی پیروزی اعلام کرد: «امروز ما صفحه‌ای را در دوران پس از جنگ ورق زدیم.» بقیله در ژوئن ۲۰۱۹ وارد کاخ ریاست جمهوری شد.

### ۲۰۲۴
نجیب بقیله در انتخابات ریاست‌جمهوری ۲۰۲۴ بار دیگر به ریاست‌جمهوری انتخاب شد.

## انتقادها
منتقدان نجیب بقیله، او را به تمرکز قدرت در دولت و نامزدی دوباره در انتخابات (که در قانون اساسی السالوادور منع شده) متهم می‌کنند. در سال ۲۰۲۰ پس از آنکه حزب نجیب بقیله اکثریت کنگره را در اختیار گرفت قضات دادگاه عالی و دادستان کل به دلیل اقدام علیه قانون اساسی برکنار شدند و افراد نزدیک به بقیله جای آنها قرار گرفتند.

## مبارزه با مافیا
در سال‌های گذشته السالوادور به دلیل فعالیت گروه‌های تبهکار، به یکی از خشن‌ترین کشورهای جهان تبدیل شده بود به طوریکه در سال ۲۰۱۵ بالاترین سرانه قتل را داشت. در مارس ۲۰۲۲ نجیب بقیله برای مقابله با این گروه‌ها وضعیت فوق‌العاده اعلام کرد. از آن زمان تعداد زندانیان در این کشور سه برابر شده است. همچنین بیش از ۷۵ هزار نفر به ظن ارتباط با گروه‌های جنایتکار بازداشت شده‌اند. در سال ۲۰۲۳ از هر ۱۰۰ شهروند بزرگسال در این کشور دو نفر زندانی بودند که بیشترین درصد زندانی نسبت به جمعیت در کل جهان است. با این کار آمار خشونت در السالوادور کاهش چشمگیری یافت و امنیت به کشور بازگشت. این کشور حالا درهای خود را به روی گردشگران خارجی باز کرده است.

### انتقادها
نجیب بقیله برای اعلام وضعیت فوق‌العاده، بخشی از حقوق مندرج در قانون اساسی را تعلیق کرده است. منتقدان، دولت را به بازداشت خودسرانه و نقض حقوق بشر متهم کرده‌اند. آنها ادعا می‌کنند که هزاران نفر از مردم بی‌گناه بدون دلیل و مدرک کافی در السالوادور بازداشت شده‌اند. در سال ۲۰۲۰ نجیب بقیله به همراه سربازان مسلح وارد ساختمان پارلمان شد تا اعضای پارلمان السالوادور را وادار به پذیرش سیاست‌های امنیتی خود بکند. این کار به یک بحران سیاسی انجامید و مخالفان، او را به تلاش برای کودتا متهم کردند.
اسناد دادگاهی در آمریکا و بررسی روزنامه‌نگاران نشان می‌دهند دولت نجیب بقیله برای کاهش آمار قتل با باندهای تبهکار گفتگو کرده است. اما او این مسئله را رد کرده است. دیده‌بان حقوق بشر و سازمان مردم‌نهاد کریستوسال موارد شکنجه، نگهداری شمار زیادی از زندانیان در زندان‌هایی با ظرفیت کمتر، و دیگر اشکال بدرفتاری با بازداشتی‌ها را مستند کرده‌اند. همچنین مواردی چون ناپدید شدن قهری و مرگ در بازداشت نیز ثبت شده‌اند.

## بیت‌کوین
با رهبری نجیب بقیله، السالوادور، نخستین کشوری بود که بیت‌کوین را به عنوان روش پرداخت رسمی پذیرفت. این کار باعث افزایش ارزش بیت‌کوین شد.
دولت السالوادور با بیش از ۱۲۰ میلیون دلار بودجه عمومی، رمز ارز خریده است.

## ویژگی‌ها
- او در مجمع عمومی سازمان ملل از خود و تریبون یک سلفی گرفت. این صحنه در شبکه‌های اجتماعی بازخورد بسیاری داشت.
- نجیب بقیله در شبکه‌های اجتماعی به ویژه توییتر بسیار فعال است. او حتی برای دستور دادن به وزیران و اعلام برکناری آنها از توییتر استفاده می‌کند.[۱۸]

## زندگی شخصی

### خانواده

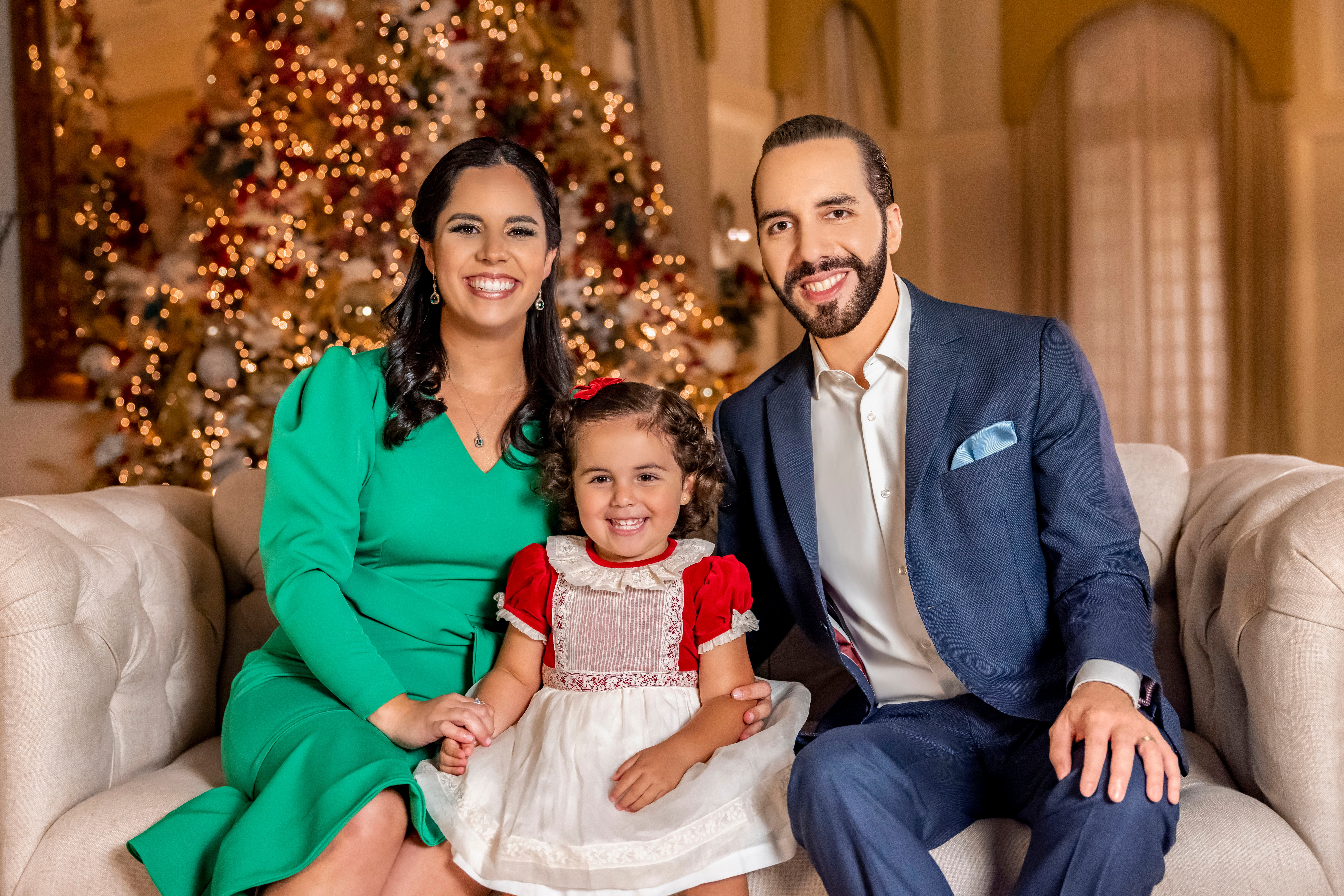
بقلیه با همسرش گابریلا رودریگز و دخترشان لیلا

بقلیه در ۶ دسامبر ۲۰۱۴ با گابریلا رودریگز، روان‌شناس و رقصنده باله ازدواج کرد. ثمرهٔ این ازدواج دو فرزند است. نخستین فرزند این زوج، لیلا، در ۱۵ اوت ۲۰۱۹ به دنیا آمد. فرزند دوم آنها، آمینه، در ۸ نوامبر ۲۰۲۳ به دنیا آمد.

### ثروت
طبق تارنمای شفافیت دولت السالوادور تا ژوئیه ۲۰۱۹، حقوق سالانه ریاست جمهوری بقلیه ۵۱۸۱ دلار آمریکا است. طبق همین وب سایت، دارایی خالص بقلیه تا ژوئیه ۲۰۱۹، ۲٬۵۴۸٬۹۶۷ دلار آمریکا تخمین زده می‌شود. وی بیشتر ثروت خود را از طریق سرمایه‌گذاری‌های تجاری خود و پیش از ورود به سیاست به دست آورده است.

### دین
پدر وی در دهه ۱۹۸۰ از مسیحیت به اسلام گروید و چهار مسجد را در السالوادور تأسیس کرد. مادر بقلیه یک کاتولیک رومی است. پدربزرگ و مادربزرگ پدری او مسیحیان فلسطینی بودند که در سال ۱۹۲۱ از اورشلیم و بیت‌لحم به السالوادور مهاجرت کردند.

### افتخارات
در سال ۲۰۱۹، دانشگاه مطالعات بین‌المللی پکن به او دکتری افتخاری اعطا کرد. در سال ۲۰۲۱، «مجله تایم» وی را به‌عنوان یکی از ۱۰۰ فرد تأثیرگذار در جهان معرفی کرد.